# Terrible Trio
Warren Lawford, Gunther Hardwicke et Armand Lydecker sont trois personnages de fiction créés par Dave Wood et Sheldon Moldoff dans Detective Comics #253 en 1958. Ils forment tous trois le Terrible Trio sous les noms de Renard, Requin et Vautour.

## Biographie fictive
Le Terrible Trio est un groupe de trois inventeurs qui vivent à Gotham City. Les trois hommes se cherchent de nouveaux défis et décident alors de commencer une carrière criminelle. Ils revêtent des masques d'animaux (qui sont représentés des carnivores) portés sur un costume cravate et prennent l'identité de leur masque: Renard (prédateur terrestre), Requin (prédateur aquatique) et Vautour (prédateur aérien). Pendant des années, le Trio est confronté à Batman et Robin, mais aussi à G'nort et le Docteur Mid-Nite.
Un beau jour, Requin décide de changer sa réputation au sein du Trio. Il met en scène sa propre mort puis tente de trahir et de tuer ses partenaires : Vautour et Renard. Il est arrêté par Batman. L'ex-trio est alors envoyé à l'asile d'Arkham. Une fois, dans l'asile, Vautour et Renard trouvent un nouveau Requin pour compléter leur trio en recrutant Warren White, le Great White Shark.

### Biographie alternative
Dans Batman, la série animée, le Terrible Trio est composé de riches héritiers qui s'ennuient de leur vie quotidienne. Alors, ils décident de faire une carrière dans le crime. Le Trio a été arrêté par Batman.
Dans Batman, le Terrible Trio est un groupe d'étudiants qui, pour se venger de leurs bourreaux quotidien, vole le mutagène du docteur Kirk Langstrom  et le modifie afin de prendre l'apparence d'animaux anthropomorphes. Ils seront arrêtés par Batman et Batgirl.
Dans la série télévisée d'animation Batman : L'Alliance des Héros, ce sont des criminels masqués qui pratiquent des arts martiaux et seront neutraliser par Batman et Bronze Tiger.

## Œuvres où le personnage apparaît

### Séries animées
- Batman (Paul Dini, Bruce Timm, Eric Radomski, 1992-1995)
- Batman (The Batman, Duane Capizzi, Michael Goguen, 2004-2008)
- Batman : L'Alliance des héros (Batman: The Brave and the Bold, James Tucker, 2008-2011)